# Benjamin Gottlob Hoffmann
Benjamin Gottlob Hoffmann (* 4. Mai 1748 in Steinau in Schlesien; † 5. Februar 1818 in Hamburg) war ein deutscher Buchhändler und Verleger.

## Leben

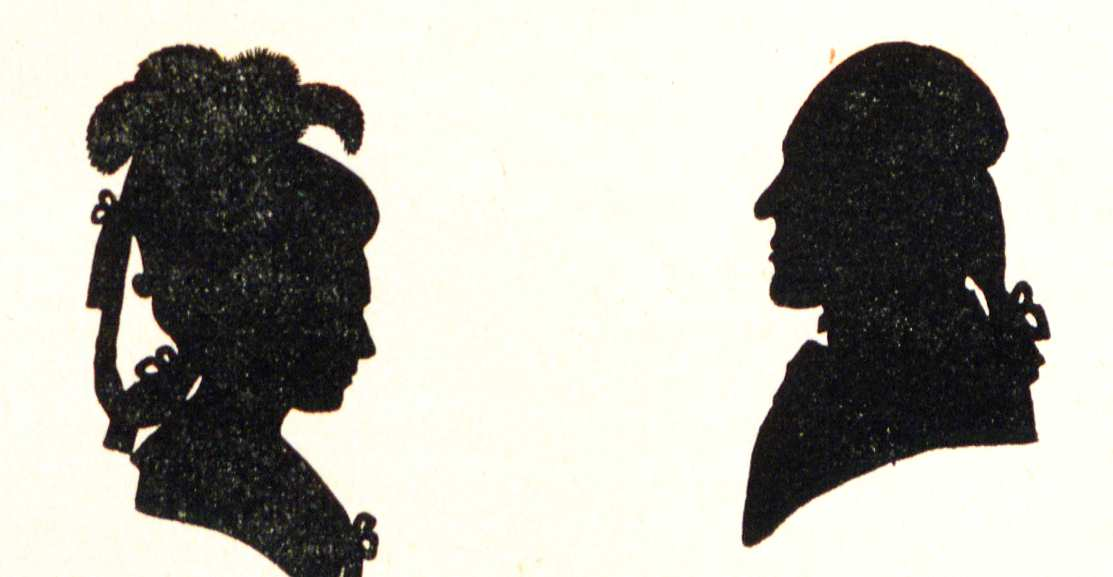
Jacob von Döhren: Elisabeth und Benjamin Gottlob Hoffmann (1785)

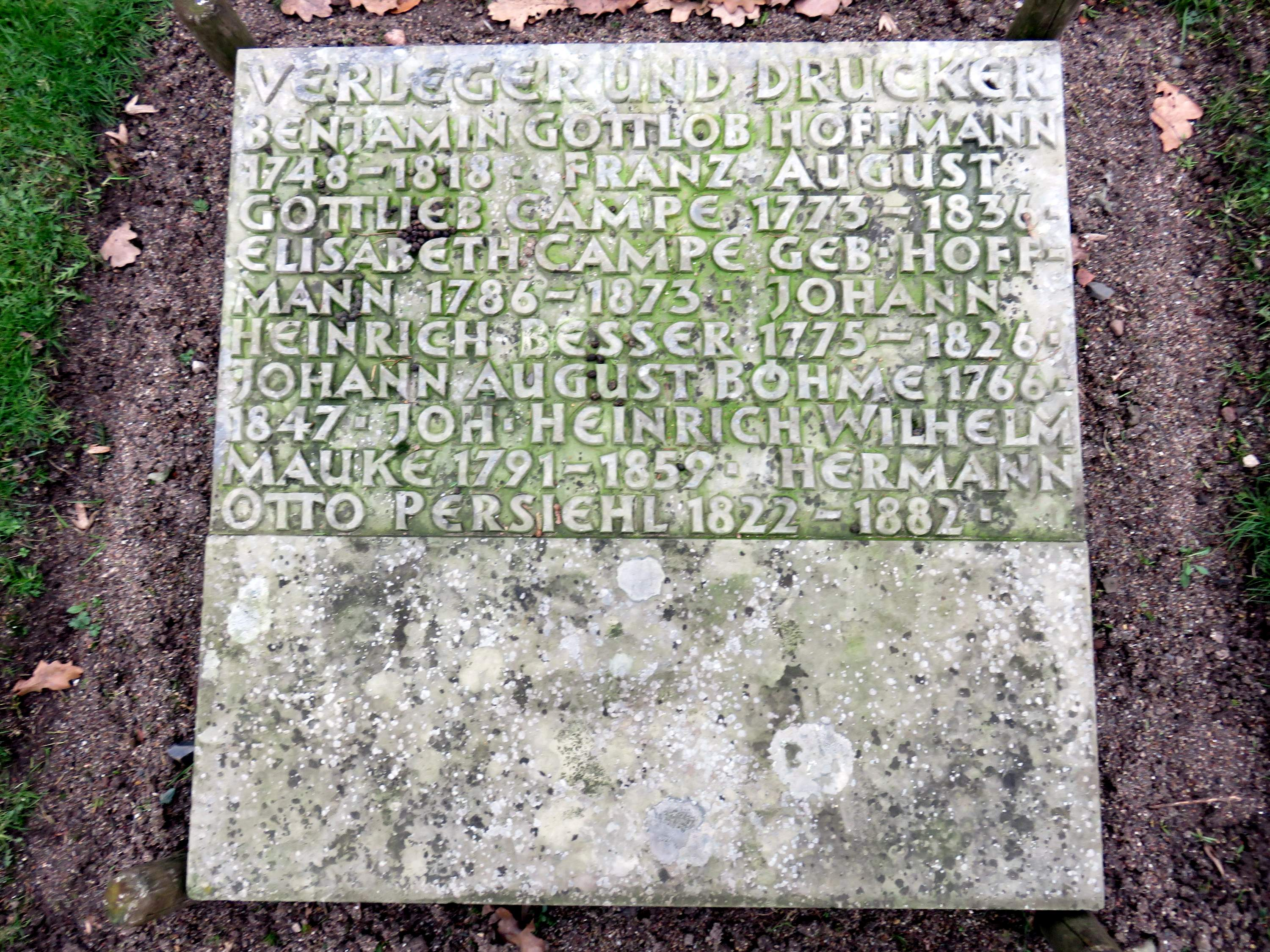
Grabmaltafel Althamburgischer Gedächtnisfriedhof Ohlsdorf

Benjamin Gottlob Hoffmann kam 1775 nach Hamburg und begründete 1781 eine Verlagsbuchhandlung. Als Verleger der Werke von Johann Georg Büsch oder aber der Geschichte der neueren Land- und Seereisen in 20 Bänden machte er sich bald einen Namen und war in Hamburg bald auch aufgrund seines sozialen Engagements, nicht nur als Freimaurer anerkannt.  Die wirtschaftliche Not und die Zensur während der Hamburger Franzosenzeit führten zu einer erheblichen Beschränkung seines Geschäfts und durch eine unvorsichtige Äußerung in der von ihm verlegten französischen Grammatik von Simon Debonale geriet er unter Verfolgungsdruck der französischen Verwaltung Hamburgs. Dies alles zwang ihn, sich geschäftlich mit dem Buchhändler August Campe (1772–1836), seinem Schwiegersohn, zu verbinden, der 1810 die Leitung des neuen Unternehmens übernahm. So entstand der heute noch bestehende Verlag Hoffmann und Campe in Hamburg, der 1823 von Julius Campe übernommen wurde, während August Campe es vorzog, fortan seinen spezielleren Buchhandelsinteressen unter eigenem Namen weiter nachzugehen.
Sowohl Hoffmann als auch Campe waren Freimaurer. Hoffmann war von 1804 bis 1818 Logenmeister der Hamburger Loge Zu den drei Rosen. Seine Tochter war die spätere Hamburger Schriftstellerin und Salonière Elisabeth Campe.
Im Bereich des Althamburgischen Gedächtnisfriedhofs des  Ohlsdorfer Friedhofs wird auf dem Sammelgrabmal Verleger und Drucker an Benjamin Gottlob Hoffmann erinnert (zusammen mit u. a. August Campe, Johann Heinrich Besser, Johann Wilhelm Mauke).